# Grumsiner Forst/Redernswalde
Koordinaten: 53° 0′ 0″ N, 13° 50′ 0″ O
Grumsiner Forst/Redernswalde ist ein 6157,89 Hektar großes Naturschutzgebiet in Brandenburg.

## Lage

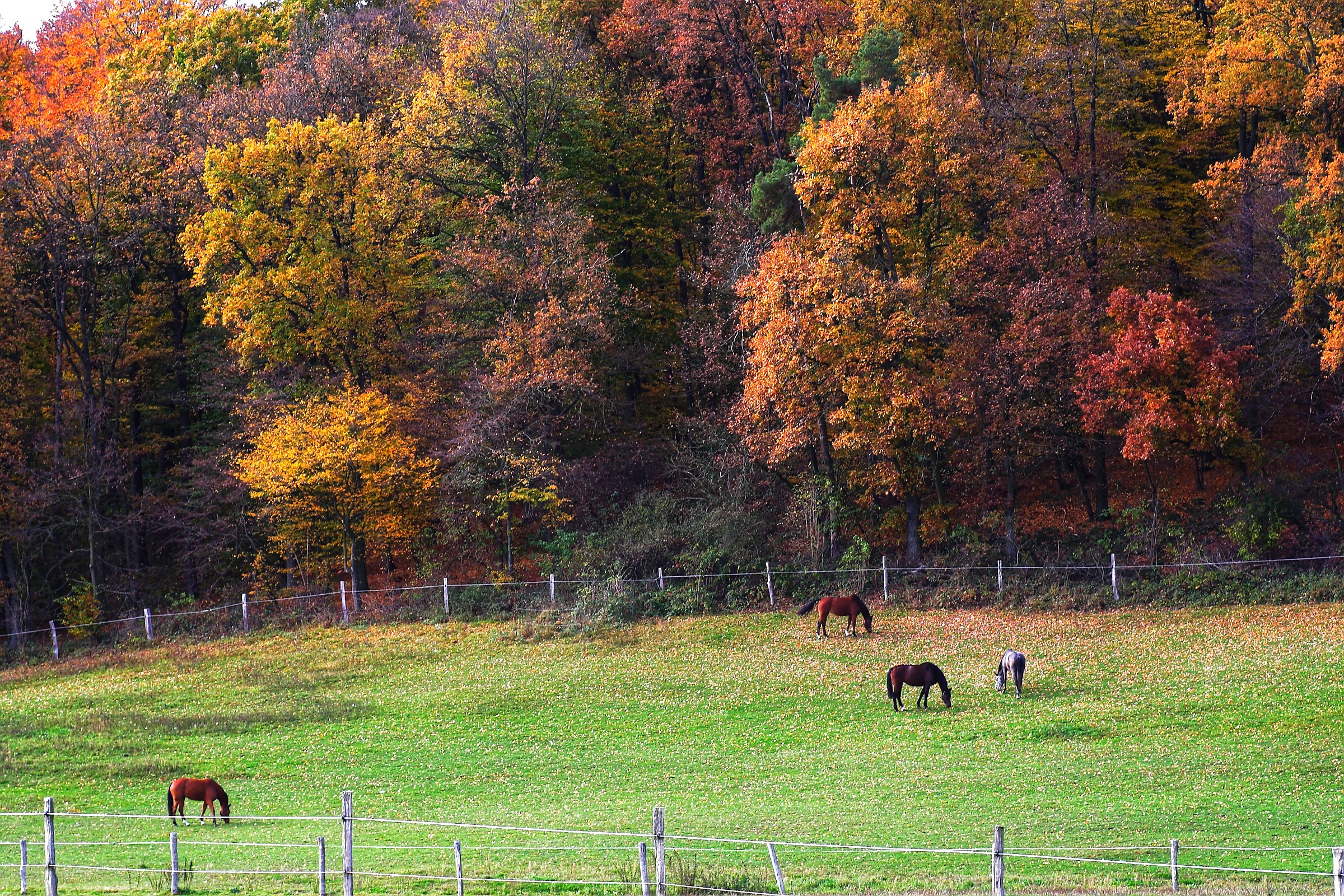
Grumsiner Forst am Zuchenberger Gestüt

Das Naturschutzgebiet liegt nordöstlich von Berlin und erstreckt sich auf dem Gebiet der Städte Angermünde (Landkreis Uckermark) und Joachimsthal sowie den Gemeinden Althüttendorf, Friedrichswalde und Ziethen (letztere Landkreis Barnim). Die höchste Erhebung ist der rund 139 m hohe Blocksberg. Durch das Naturschutzgebiet verläuft die Bundesautobahn 11.

## Geschichte
Die Landschaft wurde im Wesentlichen in der letzten Weichsel-Eiszeit geformt. Dabei blieben Endmoränen und Moränenplatten zurück, die zu einer starken Reliefbildung in der Landschaft führten. Darin eingelagert bildeten sich Erlenbrüche, Moore und Seen. Zur Zeit der DDR war die Gemarkung Staatsjagdgebiet, das heißt mit Betretungsverbot und ohne intensive forstwirtschaftliche Nutzung, ausgewiesen. Das Naturschutzgebiet wurde zeitgleich mit der Gründung des Biosphärenreservats Schorfheide-Chorin als dessen Naturschutzgebiet Nr. 23 zum 1. Oktober 1990 unter Schutz gestellt. Durch die ausbleibende landwirtschaftliche Nutzung konnte der Wald zum Rückzugsgebiet seltener Tierarten wie dem Schreiadler oder dem Schwarzstorch werden. Aufgrund der positiven Entwicklung des Gebietes wurden am 25. Juni 2011 590 Hektar des Grumsins zum Welterbe in Deutschland erklärt. Zu den Alten Buchenwäldern und Buchenurwäldern der Karpaten und anderer Regionen Europas gehören in Deutschland auch der Nationalpark Hainich, der Nationalpark Kellerwald-Edersee, der Nationalpark Jasmund und der Serrahner Teil des Müritz-Nationalparks.

## Flora und Fauna

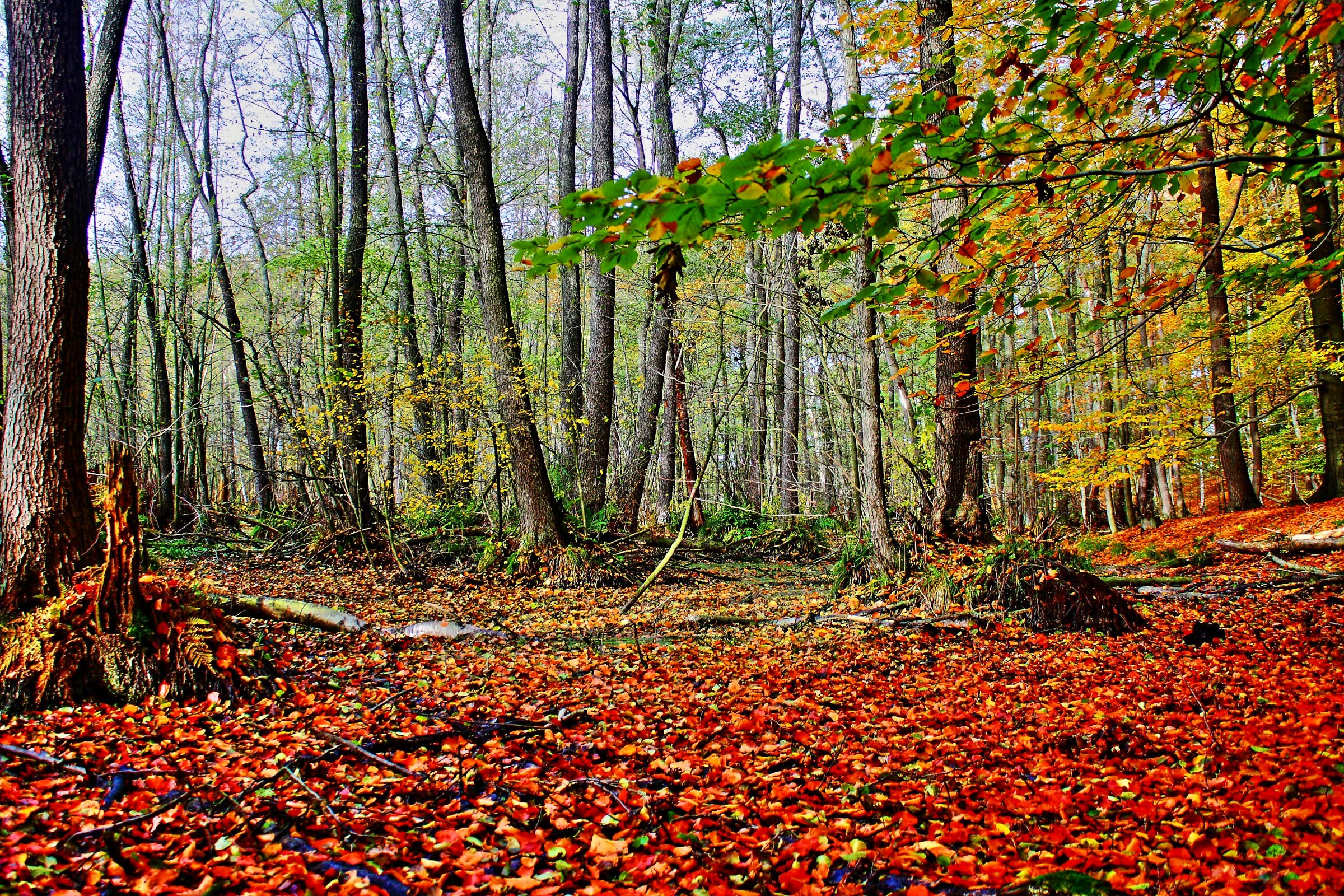
Grumsiner Forst bei Zuchenberg

Eine Fläche von 847,91 Hektar des Naturschutzgebiets ist als Totalreservat ausgewiesen. In diesem liegen niederschlagswassergespeiste Seen, Sölle und Verlandungsmoore, die von eiszeitlichen Endmoränenzügen getrennt sind. Hier befinden sich außerdem Flattergras-Buchenwälder, die als Reste der großflächigen Buchenbestände, die es früher in Mitteleuropa gegeben hat, gelten. Im Waldgebiet sind 349 höhere Pflanzenarten nachgewiesen, vier davon stehen auf der Roten Liste wie beispielsweise das Weiße Waldvögelein. Im Gebiet gedeihen Pflanzen wie die Schlammsegge, der Sumpfporst, der Fieberklee, die Drachenwurz sowie die Wasserfeder.
Das Totholz wird von Holzinsekten wie dem Kopfhornschröter oder dem Balkenschröter bewohnt. Die Luft wird unter anderem vom Seeadler, dem Kranich, dem Schwarzspecht, dem Kleinspecht, dem Grünspecht und dem Schwarzstorch bevölkert.

## Buchenwald Grumsin

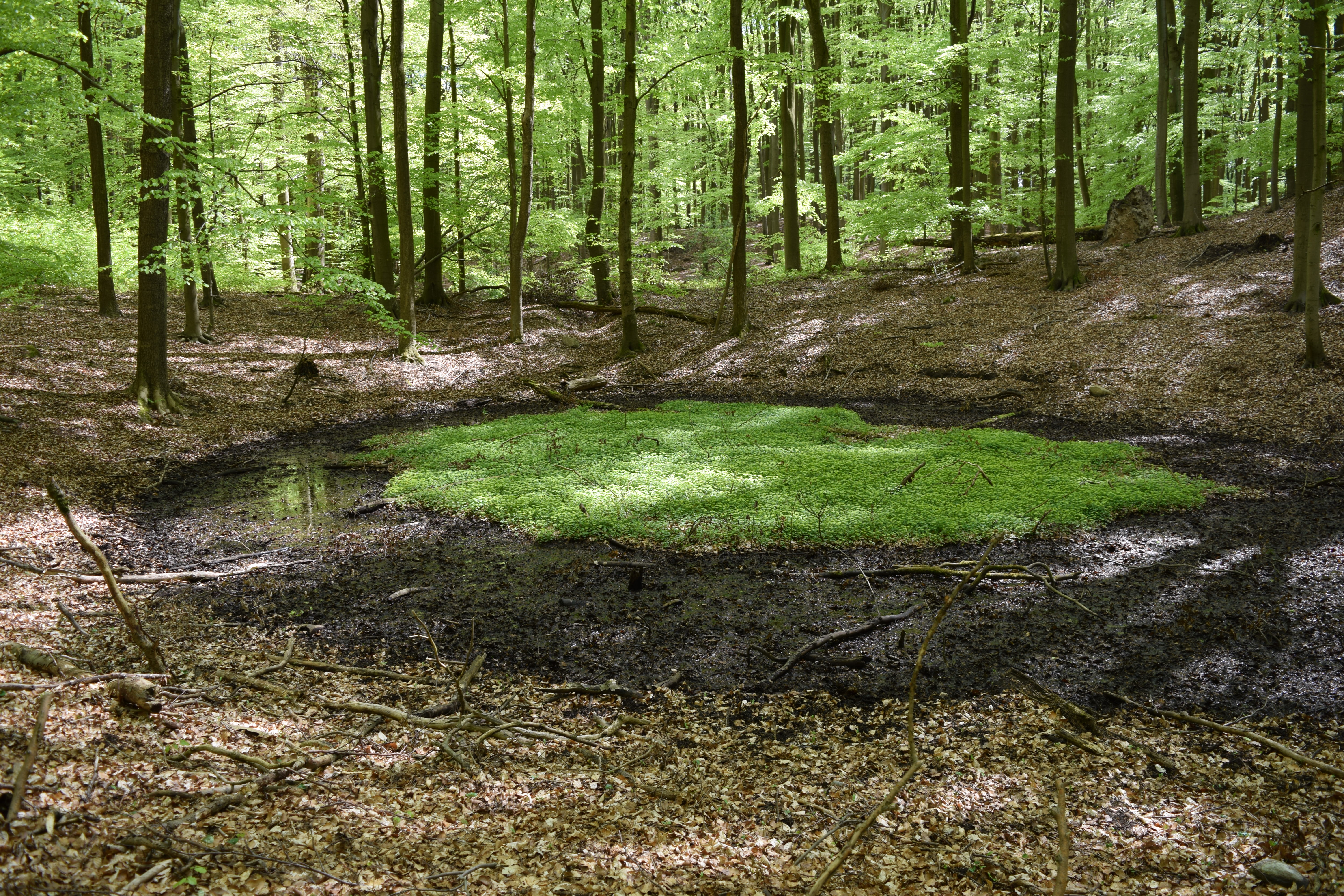
Milzkraut-Teppich an einem Quelltümpel im Buchenwald Grumsin

Im Südosten des Naturschutzgebietes liegt der Buchenwald Grumsin. Dabei handelt es sich um einen basenreichen Tiefland-Buchenwald, der eine Fläche von etwa 590 Hektar umfasst. Im Gebiet wurden bei archäologischen Grabungen Siedlungsspuren aus der Jungsteinzeit, der Bronzezeit sowie slawische Siedlungsplätze aus dem 12. und 13. Jahrhundert nachgewiesen. Im Gegensatz hierzu wurden in der Zeit von 1500 bis 1750 bislang kaum Nachweise einer Besiedlung erbracht. Als sicher gilt, dass das Gebiet zum Ende des 16. Jahrhunderts zur Jagd genutzt wurde. Ein Teil des Gebietes wurde hierzu auf einer Länge von über 70 km eingezäunt und von Zaunsetzern und Zaunwärtern gepflegt. Sie siedelten am Rande des Gebietes und gründeten dort Ortschaften, wie beispielsweise das in der Nähe gelegene Grumsin. Zu dieser Zeit dominierte bereits die Buche das Waldgebiet. Anfang des 19. Jahrhunderts kam es zu einer intensiveren landwirtschaftlichen Nutzung. Flächen wurden entwässert, um Ackerbau zu betreiben. Ab den 1950er Jahren kam es zu einem starken Einschlag zur Gewinnung von Bau- und Brennholz. 2012 fanden Experten im Wald fünf bislang unbekannte Mückenarten.